# Thermo-elektrische radio-isotopengenerator

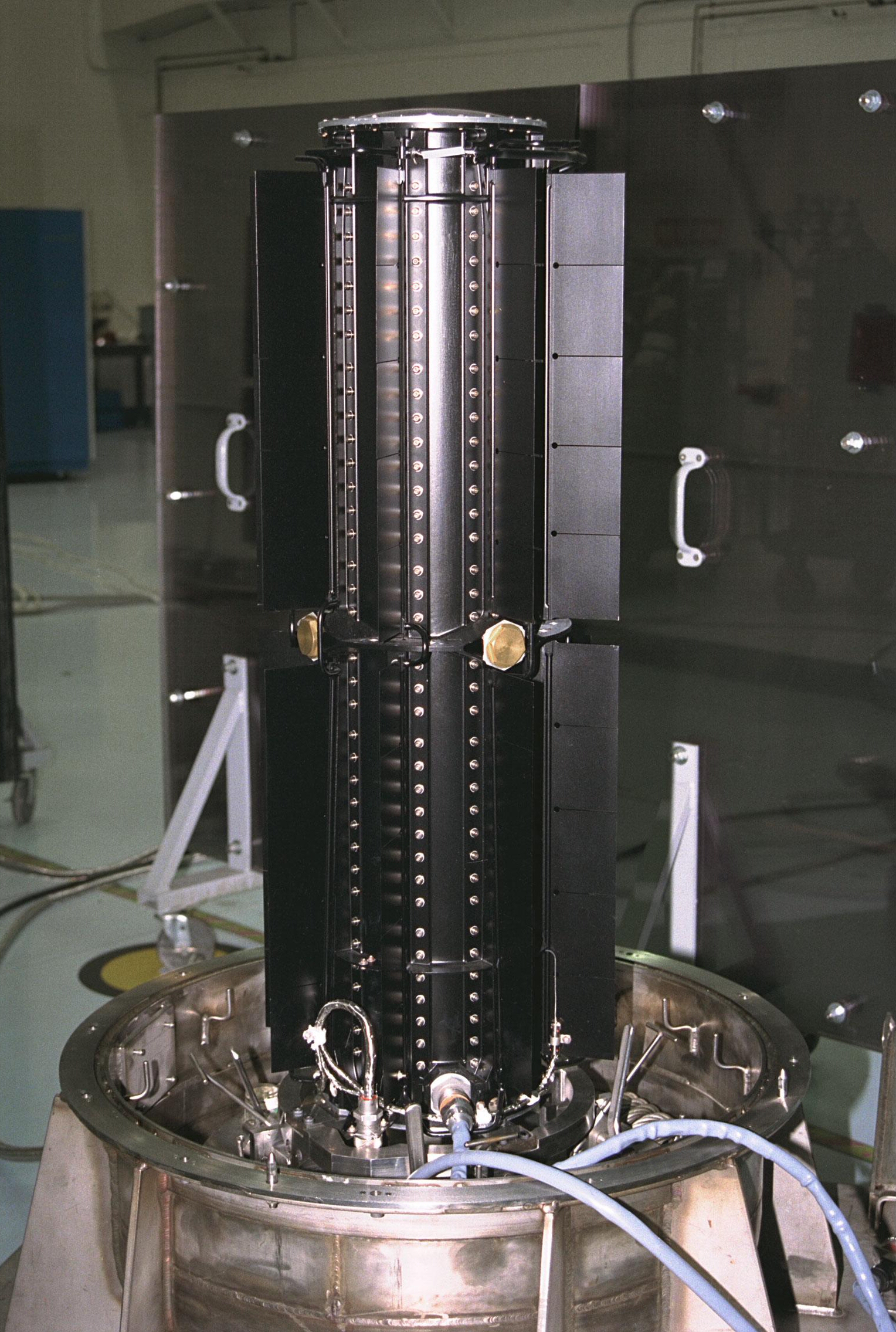
Een radio-isotopengenerator van de ruimtesonde Cassini-Huygens.

Een thermo-elektrische radio-isotopengenerator, ook wel aangeduid als radio-isotopengenerator of nucleaire batterij en afgekort tot RTG (van het Engels: radioisotope thermoelectric generator), is een energiebron die veel gebruikt wordt aan boord van ruimtesondes die naar de buitengebieden van het zonnestelsel gestuurd worden, maar ook bijvoorbeeld in het verleden is ingezet door de Sovjet-Unie in afgelegen gebieden voor automatische installaties, zoals vuurtorens en weerstations. De RTG is een type thermo-elektrische generator.

## Werking
Er wordt vaak gebruikgemaakt van het verval van de hoogradioactieve stof plutonium (met name de isotoop plutonium-238). Plutonium is instabiel en vervalt spontaan in lichtere elementen. Bij dit verval komen straling en warmte vrij. Deze warmte wordt door middel van het seebeck-effect gebruikt om elektriciteit op te wekken. Vooral deep space-missies maken van deze energiebron gebruik, omdat zonnepanelen op grote afstand van de zon  niet effectief zijn en batterijen een beperkte levensduur hebben.
Ook andere radio-isotopen dan die van plutonium worden ingezet, waaronder promethium-147, polonium-210, cesium-137, cerium-144, ruthenium-106, kobalt-60, strontium-90, curium-242 en curium-244.
De in de generator gebruikte isotopen zijn behalve radioactief over het algemeen ook giftig en kankerverwekkend; de generatoren worden echter zo ontworpen dat de radio-isotopen bij een eventueel ongeluk bij de lancering niet zullen vrijkomen.

## Toepassing
Cassini-Huygens, een ruimtesonde die op 1 juli 2004 de planeet Saturnus bereikte, maakte gebruik van zo'n generator. De sonde was doelwit van veel negatieve publiciteit omdat de sonde vlak langs de Aarde moest scheren om snelheid te winnen. De hierbij bereikte snelheid ligt vele malen hoger dan die bij een lancering en tegenstanders vreesden dat plutonium zou kunnen vrijkomen als Cassini-Huygens van zijn baan af zou wijken en in de aardatmosfeer zou verbranden.
De maanlander van de Apollo 13 bevatte ook zo'n generator. De maanlander was bedoeld om op de maan achter te blijven, maar doordat de missie mislukte moest hij in de aardatmosfeer verbranden. De generator is intact gebleven en ligt nu op de bodem van de Stille Oceaan.